# Paloh Panyang
Paloh Panyang is een bestuurslaag in het regentschap Bireuen van de provincie Atjeh, Indonesië. Paloh Panyang telt 336 inwoners (volkstelling 2010).